# Pernikářská
Pernikářská je přírodní památka vyhlášená 7. února 2014 krajským úřadem Zlínského kraje. Nadmořská výška chráněného území je 395–475 metrů. Bylo vyhlášeno na ploše 5,3762 ha.
Lokalita se nachází v lesním porostu 2,3 km severovýchodně od obce Lukoveček. Leží v Hostýnských vrších Jedná se o lesní porost s pěnovcovým prameništěm. Nachází se na poměrně silně skloněných jižně, jihovýchodně a jihozápadně orientovaných březích bezejmenného přítoku Fryštáckého potoka. Nachází se na katastrálních územích obcí Lukoveček a Horní Vsi u Fryštáku. 

## Geologie a půdy
Geologické podloží tvoří hrubozrnné pískovce až polymiktní slepence lukovských vrstev (paleocén) svrchního soláňského souvrství račanské jednotky magurského příkrovu ve flyšovém pásmu Západních Karpat. Přítomnost vápnitých vrstev v podloží umožnila vznik lesního pěnovcového prameniště, které se nachází v severní části chráněného území. 
Převažujícím půdním typem jsou kambizemě, v okolí potoků a pramenišť pseudoglejové kambizemě až pseudogleje.

## Flóra
Převažuje zde lesní vegetace, kterou tvoří druhově chudá acidofilní bučina asociace (Luzulo-Fagetum). Ve stromovém patře převažuje buk lesní (Fagus sylvatica), dále je zastoupen dub zimní (Quercus petraea), habr obecný (Carpinus betulus) a bříza bělokorá (Betula pendula), vtroušeny jsou další dřeviny jako javor klen (Acer pseudoplatanus) ojediněle borovice lesní (Pinus sylvestris), na prameništích olše lepkavá (Alnus glutinosa). Keřové patro je slabě vyvinuto, tvoří jej lýkovec jedovatý (Daphne mezereum) a přirozené zmlazení dřevin.
Bučina je téměř bez bylinného patra, pouze místy v okolí pramenišť se vyskytuje bika bělavá (Luzula luzuloides), sasanka hajní (Anemone nemorosa), rozrazil horský (Veronica montana), violka lesní (Viola reichenbachiana), pryšec mandloňovitý (Euphorbia amygdaloides), orsej jarní (Ficaria verna) a podbílek šupinatý (Lathraea squamaria).

## Fauna
Podrobný zoologický průzkum nebyl dosud proveden. Z motýlů se v jarním aspektu vyskytuje charakteristický druh bukových lesů martináč bukový (Aglia tau). Území přírodní památky a širší okolí je významným útočištěm a hnízdištěm řady druhů ptactva. Z ohrožených druhů se zde vyskytuje např. krkavec velký (Corvus corax), datel černý (Dryocopus martius) a strakapoud velký (Dendrocopos major).

## Ochrana přírody
Předmětem ochrany jsou lesní pěnovcové petrifikujídí prameniště a acidofilní bučina svazu (Luzulo-Fagetum). V severní části chráněného území se na ploše 0,2185 ha nachází lesní pěnovcové praměniště s upravenou studánkou. Na ploše 5,1474 ha se nachází hospodářský les.
PP Pernikářská se větší částí (4,6593 ha) překrývá s chráněným územím Natura 2000 Velká Vela o celkové rozloze 770,6784 ha, vyhlášené 15. dubna 2005.